# Фиктивная переменная
Фиктивная переменная (англ. dummy variable) — качественная переменная, принимающая значения 0 и 1, включаемая в эконометрическую модель для учёта влияния качественных признаков и событий на объясняемую переменную. При этом фиктивные переменные позволяют учесть влияние не только качественных признаков, принимающих два значения, но и несколько возможных. В этом случае добавляются несколько фиктивных переменных. Фиктивная переменная может быть также индикатором принадлежности наблюдения к некоторой подвыборке. Последнее можно использовать для обнаружения структурных изменений.

## Моделирование бинарной переменной
Пусть необходимо определить влияние некоторой качественной переменной z, принимающей два возможных значения. Обозначим эти возможные значения A и B для определенности. Тогда такой переменной можно поставить в соответствие следующую фиктивную переменную
{\displaystyle d_{t}={\begin{cases}0~,~z_{t}=A\\1~,~z_{t}=B\end{cases}}}
Пусть исходная модель имеет вид
{\displaystyle y_{t}=a+bx_{t}+\varepsilon _{t}}
Если добавить переменную d в модель, то получим
{\displaystyle y_{t}=a+bx_{t}+cd_{t}+\varepsilon _{t}}
Тогда при значимом коэффициенте при d получаем две модели для разных значений качественного признака, различающиеся на фиксированный сдвиг (разная константа):
{\displaystyle y_{t}={\begin{cases}a_{1}+bx_{t}+\varepsilon _{t}~,~z_{t}=A\\a_{2}+bx_{t}+\varepsilon _{t}~,~z_{t}=B\end{cases}}}
Однако, качественный признак может влиять и на параметры зависимости от факторов x. В этом случае необходимо строить модель:
{\displaystyle y_{t}=a+c_{1}d_{t}+(b+c_{2}d_{t})x_{t}+\varepsilon _{t}=a+bx_{t}+c_{1}d_{t}+c_{2}d_{t}x_{t}+\varepsilon _{t}}
Таким образом, здесь в модели участвует не только переменная d, но и переменная dx. Это позволяет строить потенциально две разные модели для разных значений качественного признака:
{\displaystyle y_{t}={\begin{cases}a_{1}+b_{1}x_{t}+\varepsilon _{t}~,~z_{t}=A\\a_{2}+b_{2}x_{t}+\varepsilon _{t}~,~z_{t}=B\end{cases}}}

## Моделирование многозначного качественного признака
Пусть имеется признак, который принимает несколько возможных значений. Общее правило введения фиктивных переменных следующее: общее количество фиктивных переменных должно быть на единицу меньше количества возможных значений качественного признака, если в модели имеется константа. Это необходимо, чтобы не возникла проблема полной коллинеарности переменных.
Например, уровень образования: нет образования, среднее образование, высшее образование, ученая степень и т. д. В этом случае каждому уровню образования, кроме уровня «нет образования» можно поставить в соответствие некоторую фиктивную переменную.

## Фиктивные переменные взаимодействия
Пусть в модели (например, средней заработной платы) участвуют две фиктивные переменные, отвечающие, например, за пол и наличие высшего образования. При обычном включении этих переменных в модель каждая из них дает определенный вклад в изменение коэффициентов модели. Однако, сумма эффектов пола и образования вообще говоря может быть не равна суммарному эффекту этих двух факторов, действующих одновременно. То есть наличие высшего образования у мужчин и у женщин вообще говоря по-разному может отражаться на доходе. Поэтому наряду с фиктивными переменными пола и образования можно использовать фиктивную переменную взаимодействия:
{\displaystyle d_{12}=d_{1}d_{2}={\begin{cases}1~,~d_{1}=d_{2}=1\\0~,~d_{1}=0~or~d_{2}=0\end{cases}}}
Таким образом, данная переменная равна 1, например, для мужчин с высшим образованием и равна нулю для всех остальных случаев (мужчин без высшего образования и женщин независимо от уровня образования).